# Eburneana magna
Eburneana magna är en spindelart som beskrevs av Wesolowska, Szüts 200. Eburneana magna ingår i släktet Eburneana och familjen hoppspindlar. Inga underarter finns listade i Catalogue of Life.